# Луций Каниний Галл (народный трибун)
Лу́ций Кани́ний Галл (лат. Lucius Caninius Gallus; умер во второй половине октября 44 года до н. э., Рим, Римская республика) — римский политический деятель из плебейского рода Каниниев, народный трибун 56 года до н. э.

## Биография
Первое упоминание о Луции Канинии относится к 59 году до н. э., когда он в числе трёх обвинителей привлёк к суду Гая Антония Гибриду, обвинив его в причастности к заговору Катилины и в ограблении провинции Македония, и добился его осуждения. Тем не менее позже Луций женился на дочери Гая Антония — Антонии Гибриде Старшей.
В 58 году до н. э. Луций принял участие в миссии Марка Порция Катона на Кипр, целью которой было заставить местного царя отречься от власти в пользу Рима. После самоубийства царя Галл охранял его казну и доказал свою честность. Он был избран народным трибуном на 56 год до н. э.. Предложение об отправке Гнея Помпея Великого, а не проконсула Лентула Спинтера, в Египет для восстановления на престоле Птолемея XII, согласно Плутарху, было внесено именно Луцием, хотя Цицерон в связи с этим пишет о Публии Рутилии Лупе. Впрочем, последствий эта инициатива не имела из-за препирательств с председательствовавшим в сенате консулом Гнеем Корнелием Лентулом Марцеллином.
По истечении срока трибуната Луций был привлечён к суду Марком Колонием по неизвестному обвинению. Несмотря на защиту Цицерона, он был осужден и уехал в Грецию. В 51 году Галл встретился в Афинах с Цицероном, ехавшим тогда в Киликию. Известно, что в 46 году до н. э. он виделся с Цицероном и Марком Теренцием Варроном, а к 44 году до н. э. был мёртв.
От первого брака с неизвестной у Луция Каниния был сын того же имени, консул 37 года до н. э. Вторым браком Каниний был женат на Антонии Гибриде Старшей.